# 라오관타이 문화
라오관타이 문화(중국어 정체자: 老官台文化, 병음: lǎoguāntái wénhuà Laoguantai culture[*], 기원 전 6000년경 - 기원 전 3000년경)는 중화인민공화국 화북의 황하 중류 지역에서 발견된 신석기 시대 문화이다. 섬서성에서 발견된 신석기 시대 문화 중 현재로서는 가장 오래된 신석기 시대 문화이다.
표식 유적은 1950년대 후반에 조사된 산시성 (섬서성) 화저우구 현성의 남서(중국 황화강의 지류의 하나로 서사군도강의 연안)에 있는 라오관타이 유적이다.

## 명명
라오관타이 유적은 이 문화의 유형 유적 내에서 최초로 발견된 유적이었지만, 출토한 문물은 비교적 적었다. 그러나 감숙성 친안 현의 다디완 유적에서 대량의 유물이 발견된 후, 이 문화를 《다디완 문화》(Dadiwan culture)라고 부르려는 움직임이 학자들 사이에서 나왔다. 그러나 다디완 유적에서는 복수의 시대에 문화의 유물이 출토되었다는 이유로, 이 문화 유형의 유물만 출토된 서안시 림동구의 백가촌 유적을 따서 《백가촌 문화》(白家村文化)라고 명명하려는 주장도 있었다.
명명 논쟁은 현재까지 계속되고 있으며, 종합적으로 보면 라오관타이 문화는 두 개의 단계로 추측된다. 전기는 다디완기(大地湾期로) 대표되는 약 7300년 전 경이고, 후기는 섬서성 바오지시에서 출토한 북수령하층(北首嶺下層)으로 대표되는 약 7300년부터 7000년 전의 사이의 시기이다. 라오관타이 문화의 발견은 그 후 이 땅에서 만들어진 채도 등을 특징으로 하는 신석기 시대 문화와 양사오 문화의 기원을 찾는 의의를 가진다.

## 생활상
당시의 사람들은 벌써 조 등의 잡곡류를 재배하고 있었고, 돼지나 개 등의 가축을 길렀으며, 정주하고 취락을 쌓아 만드는 생활을 하고 있었다. 당시의 공구는 마제 석기가 주를 이루지만 , 타제석기나 세석기 등도 많이 발견되고 있다. 또 도기의 제작도 시작되어 수는 적은 비교적 저온으로 구운 토기가 발견되고 있다. 채도(채색 토기)는 아직 초기 단계에 머물러 있었다.

## 같이 보기
- 황하 문명
- 장강 문명
- 중국의 신석기 문화 목록
- 중국의 신석기 시대 그림 문자